# Coelacanthidae
Coelacanthidae är en utdöd familj av tofsstjärtfiskar som hade en världsvid utbredning. Coelacanthidae uppkom ursprungligen under perm och de sista medlemmar dog ut under juraperioden.
Ett felaktigt påstående om ett nu levande släkte Latimeria, sägs ofta tillhöra denna familj, egentligen tillhör de en mer avancerad familj, Latimeriidae, som uppkom under trias.